# François De Vries
François De Vries (Antwerpen, 21 augustus 1913 - ?, 17 februari 1972) was een Belgisch voetballer die speelde als aanvaller of aanvallende middenvelder. Hij voetbalde in Eerste klasse bij Antwerp FC en RCS La Forestoise en speelde zeven interlandwedstrijden met het Belgisch voetbalelftal.

## Loopbaan
De Vries sloot zich als jeugdspeler aan bij Antwerp FC en doorliep er de jeugdreeksen. In februari 1930 debuteerde hij als aanvaller in de eerste ploeg van het elftal en hij verwierf er vanaf het volgende seizoen een vaste basisplaats. Antwerp was op dat moment een topploeg en De Vries werd met de ploeg landskampioen in 1931. De twee volgende seizoenen werd de ploeg telkens tweede. De Vries bleef er voetballen tot in 1939. In totaal speelde hij voor Antwerp 223 wedstrijden in Eerste klasse en scoorde daarbij 59 doelpunten.
Door het uitbreken van de Tweede Wereldoorlog diende hij zijn voetbalcarrière te onderbreken tot in september 1941, toen hij bij toenmalig Tweedeklasser RCS La Forestoise aan de slag kon. In zijn eerste seizoen werd de ploeg al onmiddellijk kampioen in Tweede klasse en promoveerde zo voor het eerst naar de hoogste afdeling. La Forestoise eindigde de volgende seizoenen in de middenmoot van het eindklassement tot in 1947 toen de degradatie naar Tweede klasse niet kon vermeden worden. De Vries bleef er voetballen en zag de ploeg steeds verder wegzakken. In 1949 degradeerde La Forestoise naar Derde klasse en in 1952 zelfs naar Vierde klasse. Op dat moment zette De Vries een punt achter zijn voetballoopbaan.
Tussen 1934 en 1938 speelde De Vries zeven wedstrijden met het Belgisch voetbalelftal en scoorde hierbij één doelpunt, in 1938 in de uitwedstrijd in Luxemburg. De Vries maakte deel uit van de ploeg die deelnam aan het Wereldkampioenschap voetbal 1934 in Italië en speelde er één wedstrijd.